# Chiến dịch Birmingham
Chiến dịch Birmingham là một hoạt động quân sự của Hoa Kỳ trong chiến tranh Việt Nam tại Chiến Khu C, được tiến hành bởi Sư đoàn 1 Bộ binh Lục quân Hoa Kỳ và Sư đoàn 5 Bộ binh Quân lực Việt Nam Cộng hòa từ ngày 24 tháng 4 đến ngày 17 tháng 5 năm 1966.

## Mục tiêu
Mục tiêu của chiến dịch là để truy quét Chiến khu C và giao tranh với Sư đoàn 9 của Mặt trận Dân tộc Giải phóng miền Nam Việt Nam.